# ایوا ایر
ایوا ایر (انگلیسی: Ewa Air) شرکت هواپیمایی فرانسوی است، که در سال ۲۰۱۳ توسط شرکت ایر استرال تأسیس شد.